# Список мов Росії під загрозою зникнення
Мова, що перебуває під загрозою зникнення — це мова, яка ризикує вийти з ужитку, як правило, через те, що у неї мало носіїв, які вижили. Якщо вона втрачає всіх носіїв мови, вона стає мертвою мовою. Мова може перебувати під загрозою зникнення в одній місцевості, але демонструвати ознаки відродження в іншій, як у випадку з ірландською мовою.
Російська Федерація є домом для величезної кількості малих мов, багатьма з яких розмовляють меншини та корінні народи Кавказу, Уралу та Сибіру. Ці мови все частіше опиняються під загрозою зникнення через низку чинників, серед яких:
Русифікація: Історична політика сприяння використанню російської мови коштом інших мов.
Глобалізація: Зростаюче домінування глобальних мов в освіті, засобах масової інформації та торгівлі.
Міграція: Переміщення людей подалі від традиційних мовних спільнот.
Організація Об’єднаних Націй з питань освіти, науки і культури визначає п’ять рівнів мовної загрози між «безпечною» (не під загрозою зникнення) і до «вимерлої»: 
- Вразливий – «більшість дітей розмовляють цією мовою, але вона може бути обмежена певними сферами (наприклад, домашніми)»
- Виразно під загрозою зникнення – «діти більше не вивчають мову як рідну вдома»
- Небезпечно під загрозою зникнення – «мовою розмовляють бабусі, дідусі та старші покоління; хоча покоління батьків може її розуміти, вони не розмовляють нею з дітьми чи між собою»
- Під критичною загрозою зникнення – «наймолодші носії — бабусі й дідусі та старші, вони розмовляють мовою частково та рідко»
- Вимерлі – «мовців не залишилося; включено в Атлас, якщо імовірно вимерли з 1950-х років»

Список нижче включає результати третього видання Атласу мов світу, які знаходяться під загрозою(2010); раніше (Червона книга мов, що перебувають під загрозою зникнення), а також онлайн-видання вищезгаданої публікації, обидва опубліковані ЮНЕСКО.  Загалом 136 мов народів Росії під загрозою. 
| Мова                                           | Статус                            | Країна | ISO 639-3 |
| ---------------------------------------------- | --------------------------------- | --- | --------- |
| Абазинська мова                                | Виразно під загрозою зникнення    | Росія, Туреччина | abq       |
| Абхазька мова                                  | Вразливий                         | Грузія, Росія, Туреччина | abk       |
| Адигейська мова (Західна Черкеська)            | Виразно під загрозою зникнення    | Ірак, Ізраїль, Йорданія, Македонія, Росія, Сирія, Туреччина | ady       |
| Агульська мова                                 | Виразно під загрозою зникнення    | Росія | agx       |
| Ахвахська мова                                 | Виразно під загрозою зникнення    | Росія | akv       |
| Алабуґат татарська або Ногайська мова          | Виразно під загрозою зникнення    | Росія |           |
| Алеутська мова (Західні, Командорські острови) | Критична загроза зникнення        | Росія | ale       |
| Алюторська мова                                | Небезпечно під загрозою зникнення | Росія | alu       |
| Андійська мова                                 | Виразно під загрозою зникнення    | Росія | ani       |
| Арчинська мова                                 | Виразно під загрозою зникнення    | Росія | aqc       |
| Аварська мова                                  | Вразливий                         | Росія | ava       |
| Багвалинська мова                              | Виразно під загрозою зникнення    | Росія | kva       |
| Барабин татарська мова                         | Небезпечно під загрозою зникнення | Росія |           |
| Башкирська мова                                | Вразливий                         | Росія | bak       |
| Білоруська мова                                | Вразливий                         | Білорусь, Латвія, Литва, Польща, Росія, Україна | bel       |
| Бежтинська мова                                | Виразно під загрозою зникнення    | Росія | kap       |
| Бохтанська новоарамейська мова                 | Небезпечно під загрозою зникнення | Грузія, Росія | bhn       |
| Ботліська мова                                 | Виразно під загрозою зникнення    | Росія | bph       |
| Бурятська мова (При-Байкальська)               | Небезпечно під загрозою зникнення | Росія | bua       |
| Бурятська мова (Забайкальська)                 | Виразно під загрозою зникнення    | Росія | bua       |
| Селькупська мова                               | Критична загроза зникнення        | Росія | sel       |
| Юїтська мова (Чукотка)                         | Небезпечно під загрозою зникнення | Росія | ess       |
| Чамалинська мова                               | Виразно під загрозою зникнення    | Росія | cji       |
| Чеченська мова                                 | Вразливий                         | Росія | che       |
| Челканська мова                                | Небезпечно під загрозою зникнення | Росія | che       |
| Чукотська мова або чукчі мова                  | Небезпечно під загрозою зникнення | Росія | ckt       |
| Чулимська мова                                 | Критична загроза зникнення        | Росія | clw       |
| Чуваська мова                                  | Вразливий                         | Росія | chv       |
| Алеутсько-меднівська мова                      | Вимерлі                           | Росія |           |
| Даргинська мова                                | Вразливий                         | Росія | dar       |
| Долганська мова                                | Виразно під загрозою зникнення    | Росія | dlg       |
| Східний мис Юпік - Науканська мова             | Критична загроза зникнення        | Росія | ynk       |
| Східна Хантийська мова                         | Виразно під загрозою зникнення    | Росія | kca       |
| Східномансійська мова                          | Критична загроза зникнення        | Росія | mns       |
| Східномарійська мова                           | Виразно під загрозою зникнення    | Росія | mhr       |
| Ерзянська мова                                 | Виразно під загрозою зникнення    | Росія | myv       |
| Евенська мова (Камчатський діалект)            | Небезпечно під загрозою зникнення | Росія | eve       |
| Евенська мова (Сибірський діалект)             | Небезпечно під загрозою зникнення | Росія | eve       |
| Евенкійська мова (Північний Сибір)             | Небезпечно під загрозою зникнення | Росія | evn       |
| Евенкійська мова (Сахалін)                     | Небезпечно під загрозою зникнення | Росія | evn       |
| Евенкійська мова (Південий Сибір)              | Небезпечно під загрозою зникнення | Монголія, Росія | evn       |
| Лісова Енецька мова                            | Критична загроза зникнення        | Росія | enf       |
| Ненецька лісова мова                           | Небезпечно під загрозою зникнення | Росія | yrk       |
| Південно юкагірська мова                       | Критична загроза зникнення        | Росія | yux       |
| Годоберинська мова                             | Виразно під загрозою зникнення    | Росія | gdo       |
| Гінухська мова                                 | Виразно під загрозою зникнення    | Росія | gin       |
| Хомшецький діалект (Кавказ)                    | Небезпечно під загрозою зникнення | Грузія, Росія |           |
| Гунзибська мова                                | Виразно під загрозою зникнення    | Росія | huz       |
| Іжорська мова                                  | Небезпечно під загрозою зникнення | Росія | izh       |
| Інгуська мова                                  | Вразливий                         | Росія | inh       |
| Хваршинська мова                               | Виразно під загрозою зникнення    | Росія |           |
| Ітельменська мова                              | Критична загроза зникнення        | Росія | itl       |
| Гірсько-єврейська мова (Джухурі) (Кавказ)      | Виразно під загрозою зникнення    | Азербайджан, Ізраїль, Росія | jdt       |
| Кабардинська мова (Східна Черкесія)            | Вразливий                         | Росія, Туреччина | kbd       |
| Калмицька мова                                 | Виразно під загрозою зникнення    | Росія | xal       |
| Камасинська мова                               | Виразно під загрозою зникнення    | Росія | xas       |
| Карачаєво-балкарська мова                      | Вразливий                         | Росія | krc       |
| Маторська мова                                 | Вимерлі                           | Росія | mtm       |
| Каратинська мова                               | Виразно під загрозою зникнення    | Росія | kpt       |
| Карельська мова (Карелія)                      | Виразно під загрозою зникнення    | Фінляндія, Росія | krl       |
| Карельська мова (Тихвин)                       | Небезпечно під загрозою зникнення | Росія | krl       |
| Карельська мова (Твер)                         | Виразно під загрозою зникнення    | Росія | krl       |
| Кетська мова                                   | Небезпечно під загрозою зникнення | Росія | ket       |
| Хакаська мова                                  | Виразно під загрозою зникнення    | Росія | kjh       |
| Хамніганська мова                              | Виразно під загрозою зникнення    | Китай, Монголія, Росія | ykh       |
| Хваршинська мова                               | Виразно під загрозою зникнення    | Росія | khv       |
| Кільдин-саамська мова                          | Небезпечно під загрозою зникнення | Росія | sjd       |
| Кілен мова                                     | Критична загроза зникнення        | Китай, Росія |           |
| Кілі мова                                      | Небезпечно під загрозою зникнення | Росія |           |
| Камасинська мова                               | Вимерлі                           | Росія | xas       |
| Комі-зирянська мова                            | Виразно під загрозою зникнення    | Росія | kpv       |
| Коряцька мова                                  | Небезпечно під загрозою зникнення | Росія | kpy       |
| Кумандинська мова                              | Критична загроза зникнення        | Росія |           |
| Кумицька мова                                  | Вразливий                         | Росія | kum       |
| Лакська мова                                   | Вразливий                         | Росія | lbe       |
| Латгальська мова                               | Вразливий                         | Латвія, Росія | ltg       |
| Лезгинська мова                                | Вразливий                         | Азербайджан, Росія | lez       |
| Нижньосаксонська мова                          | Вразливий                         | Данія, Німеччина, Нідерланди, Польща, Росія | nds       |
| Людиковська мова                               | Небезпечно під загрозою зникнення | Росія | lud       |
| Мокшанська мова                                | Виразно під загрозою зникнення    | Росія | mdf       |
| Маторська мова                                 | Вимерлі                           | Росія | mtm       |
| Нанайська мова                                 | Небезпечно під загрозою зникнення | Китай, Росія | gld       |
| Негідальська мова                              | Критична загроза зникнення        | Росія | neg       |
| Нганасанська мова                              | Небезпечно під загрозою зникнення | Росія | nio       |
| Нівхська мова (Амур)                           | Критична загроза зникнення        | Росія | niv       |
| Нівхська мова (Сахалін)                        | Небезпечно під загрозою зникнення | Росія | niv       |
| Ногайська мова (Кавказ)                        | Виразно під загрозою зникнення    | Росія | nog       |
| Північносаамська мова                          | Виразно під загрозою зникнення    | Фінляндія, Норвегія, Росія, Швеція | sme       |
| Північноалтайська мова                         | Небезпечно під загрозою зникнення | Росія | atv       |
| Північно Хантийська мова                       | Виразно під загрозою зникнення    | Росія | kca       |
| Північномансійська мова                        | Небезпечно під загрозою зникнення | Росія | mns       |
| Північно Селькупська мова                      | Небезпечно під загрозою зникнення | Росія | sel       |
| Олонецька мова                                 | Виразно під загрозою зникнення    | Фінляндія, Росія | olo       |
| Орочі мова                                     | Критична загроза зникнення        | Росія | oac       |
| Орокська мова                                  | Критична загроза зникнення        | Росія | oaa       |
| Осетинська мова                                | Вразливий                         | Грузія, Росія | oss       |
| Комі-перм'яцька мова                           | Виразно під загрозою зникнення    | Росія |           |
| Понтійська мова                                | Виразно під загрозою зникнення    | Вірменія, Грузія, Греція, Росія, Туреччина, Україна | pnt       |
| Ромська мова                                   | Виразно під загрозою зникнення    | Албанія, Австрія, Білорусь, Боснія і Герцеговина, Болгарія, Хорватія, Чехія, Естонія, Фінляндія, Франція, Німеччина, Греція, Угорщина, Італія, Латвія, Литва, Македонія, Чорногорія, Нідерланди, Польща, Румунія, Росія, Сербія, Словаччина, Словенія, Швейцарія, Туреччина, Україна, Великобританія | rom       |
| Рутульська мова                                | Виразно під загрозою зникнення    | Азербайджан, Росія | rut       |
| Шорська мова                                   | Небезпечно під загрозою зникнення | Росія | cjs       |
| Сибірсько-татарська мова                       | Виразно під загрозою зникнення    | Росія | sty       |
| Колтта-саамська мова                           | Небезпечно під загрозою зникнення | Фінляндія, Норвегія, Росія | sms       |
| Південно-алтайська мова                        | Виразно під загрозою зникнення    | Росія | alt       |
| Південна Селькупська мова                      | Критична загроза зникнення        | Росія |           |
| Сойотська мова                                 | Вимерлі, частково відновлено      | Росія |           |
| Табасаранська мова                             | Вразливий                         | Росія | tab       |
| Тази мова                                      | Небезпечно під загрозою зникнення | Росія |           |
| Телеутська мова                                | Критична загроза зникнення        | Росія |           |
| Таігська мова                                  | Вимерлі                           | Росія |           |
| Йоканзько-саамська мова (Тер Саамі)            | Критична загроза зникнення        | Росія | sjt       |
| Тиндинська мова                                | Виразно під загрозою зникнення    | Росія |           |
| Тофаларська мова                               | Критична загроза зникнення        | Росія | kim       |
| Трухменська мова                               | Виразно під загрозою зникнення    | Росія, Туркменістан |           |
| Цахурська мова                                 | Виразно під загрозою зникнення    | Азербайджан, Росія | tkr       |
| Цезька мова                                    | Виразно під загрозою зникнення    | Росія | ddo       |
| Тундра Енецька мова                            | Критична загроза зникнення        | Росія | enh       |
| Тундра Ненецька мова                           | Виразно під загрозою зникнення    | Росія | yrk       |
| Північнокагірська мова (Тундра)                | Критична загроза зникнення        | Росія | ykg       |
| Тувинська мова                                 | Вразливий                         | Китай, Монголія, Росія | tyv       |
| Удегейська мова                                | Критична загроза зникнення        | Росія | ude       |
| Удмуртська мова                                | Виразно під загрозою зникнення    | Росія | udm       |
| Ульцька мова                                   | Критична загроза зникнення        | Росія | ulc       |
| Урумська мова                                  | Виразно під загрозою зникнення    | Грузія, Росія, Україна | uum       |
| Вепська мова                                   | Небезпечно під загрозою зникнення | Росія | vep       |
| Виро-сетська мова                              | Виразно під загрозою зникнення    | Естонія, Росія | vro       |
| Водська мова                                   | Критична загроза зникнення        | Росія | vot       |
| Гірськомарійська мова                          | Небезпечно під загрозою зникнення | Росія | mrj       |
| Якутська мова                                  | Вразливий                         | Росія | sah       |
| Комі-язьвинська мова                           | Небезпечно під загрозою зникнення | Росія |           |
| Їдиш (Європа)                                  | Виразно під загрозою зникнення    | Австрія, Білорусь, Бельгія, Чехія, Данія, Естонія, Фінляндія, Франція, Німеччина, Угорщина, Італія, Латвія, Литва, Люксембург, Молдова, Норвегія, Нідерланди, Польща, Румунія, Росія, Словаччина, Швеція, Швейцарія, Україна, Великобританія                                                         | ydd       |
| Юрт татарська або ногайська мова               | Виразно під загрозою зникнення    | Росія | nog       |

## зовнішні посилання
- Endangered Languages of Indigenous Peoples of Siberia. UNESCO.